# 달집태우기

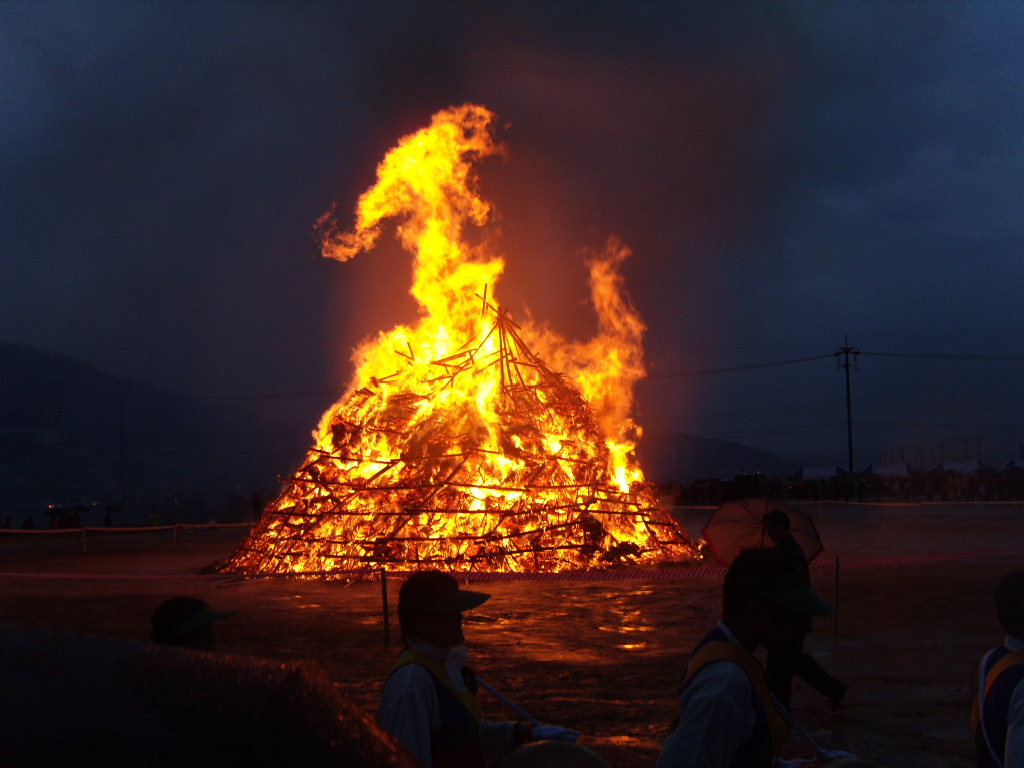
경북 구미시 지산동에서 행해진 달집태우기

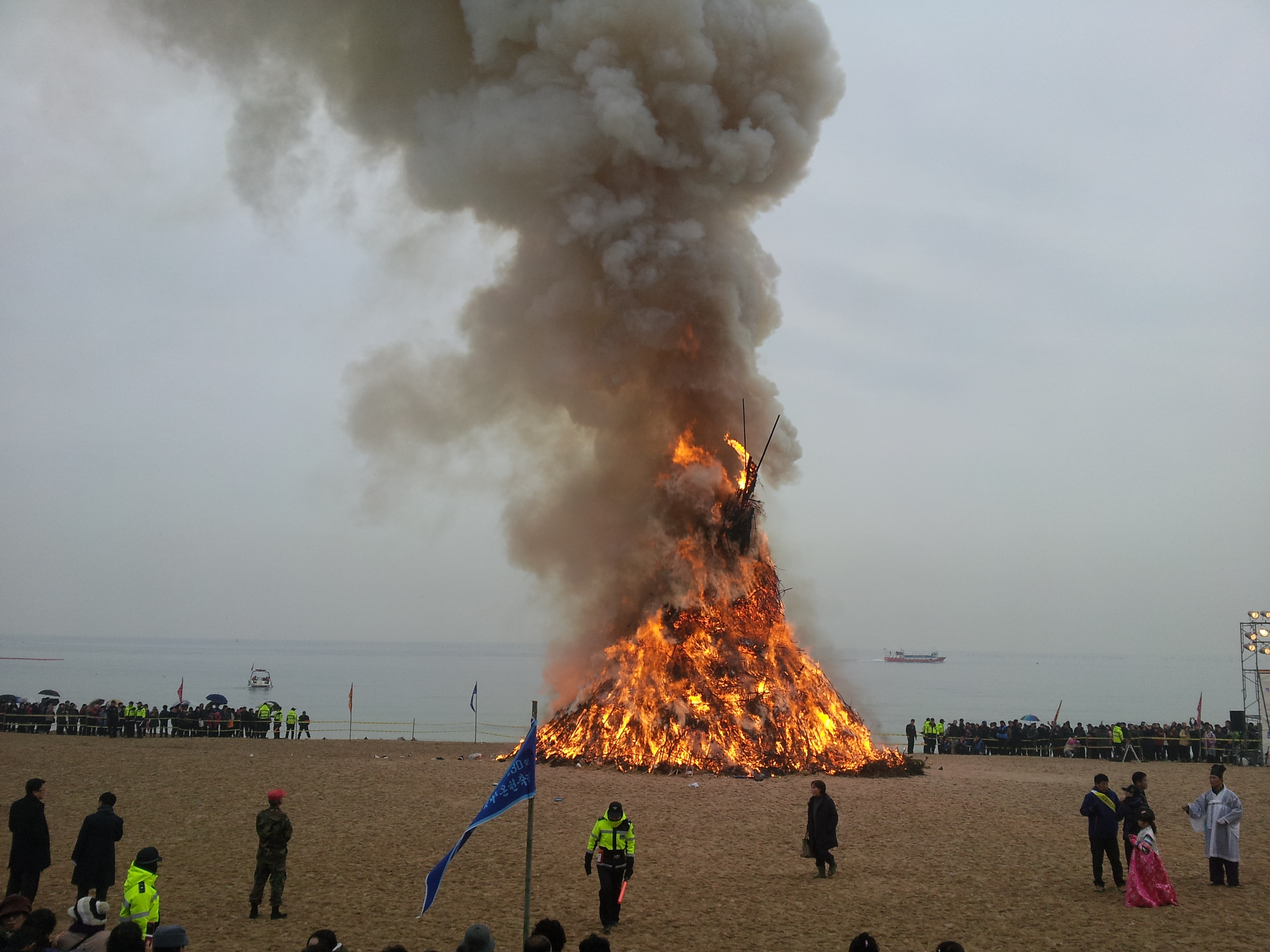
2012년 해운대 달맞이 온천축제, 달집태우기

달집태우기는 정월 대보름날 달이 떠오를 때 나무나 짚으로 만든 달집에 불을 질러 주위를 밝히는 놀이이다. 액을 쫓고 복을 부르려고 한다.
달집의 모양은 지방에 따라 약간씩 차이가 있으며, 일반적으로 3개의 막대기를 알맞은 간격으로 세워 꼭대기를 하나로 모아 묶은 다음 한쪽만 틔워 놓고 나머지는 이엉으로 감싼다. 짚으로만 만들면 금방 타버리기 때문에 소나무 가지 등을 함께 넣는 때도 많다. 음력 정월대보름까지 볏짚 따위로 만든 달집을 만들어 정월대보름에 달이 뜰 때 달집에 불을 붙인다.
달집을 태우면서 절을 하면 1년 내내 부스럼이 나지 않고, 여름철 무더위도 이겨낼 수 있다고 한다. 달집이 활활 잘 타오르면 그해에 풍년이 들고 잘 타지 않거나 꺼져 버리면 흉년이 든다고 한다. 달집에는 대나무를 넣어 탈 때 나는 소리가 잡귀를 내쫓는다고 한다. 달집태우기를 할 때엔 달집을 태우기 전에 풍악대와 사람들이 달짚 주위를 맴돌고, 달이 뜨면 횃불에 불을 붙여 달집을 타오르게 한다.